# Jorge Paulo Oliveira
Jorge Paulo da Silva Oliveira (28 de dezembro de 1965) é um advogado, deputado e político português. Ele é deputado à Assembleia da República na XIV legislatura pelo Partido Social Democrata. Tem uma licenciatura em Direito.